# Neickmannshof

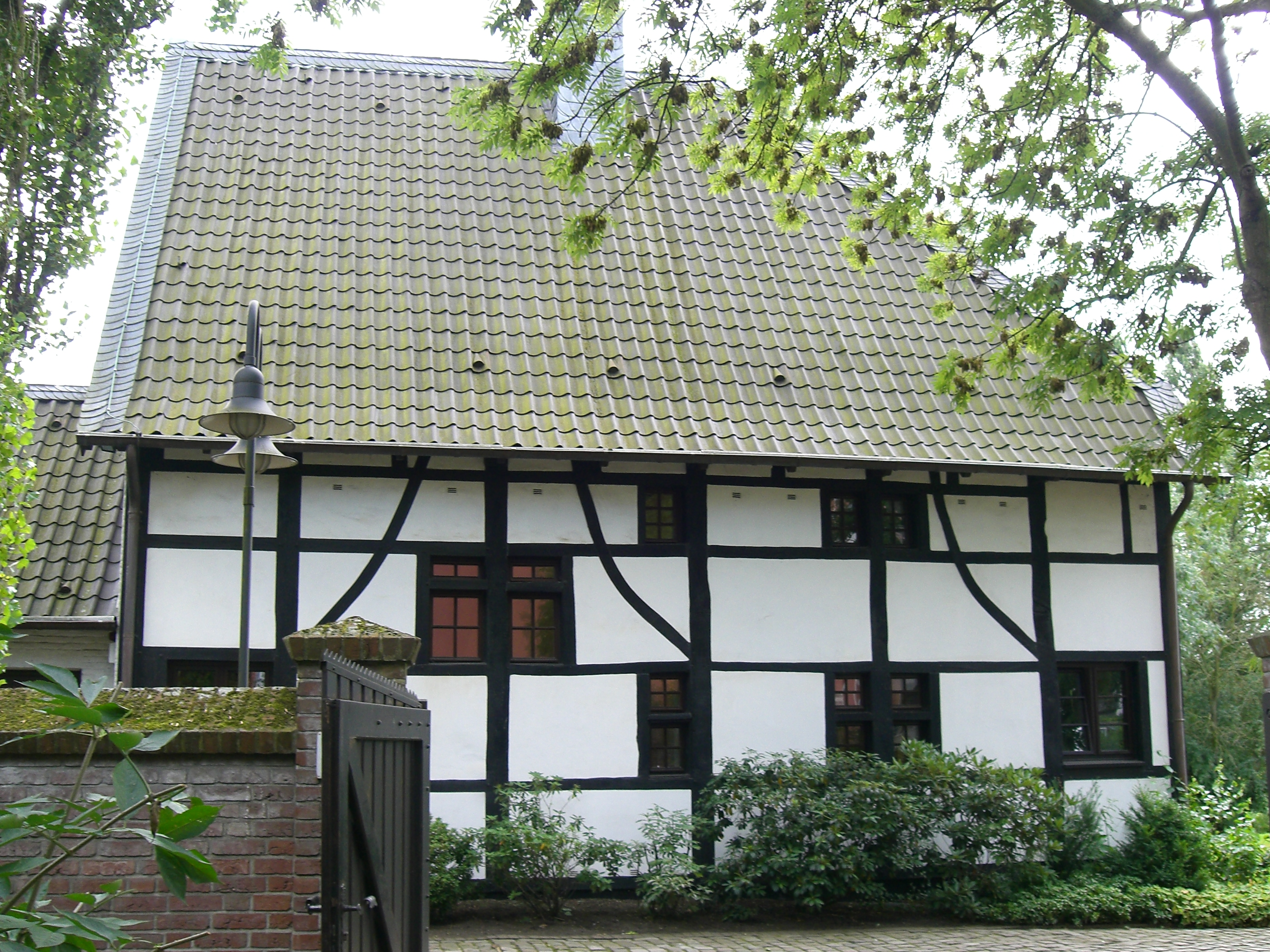
Der Neickmannshof von Norden

Der ehemalige Neickmannshof ist ein etwa 500 Jahre altes Fachwerkhaus in Mülheim an der Ruhr im Ortsteil Styrum. Er ist der einzige zum Teil noch erhaltene Wirtschaftshof der Reichsherrschaft Styrum, deren Mittelpunkt das Schloss Styrum war. Der zweigeschossige Ständerbau wurde Ende der 1970er Jahre von der RWW Rheinisch-Westfälische Wasserwerksgesellschaft vor dem Verfall gerettet und aufwändig restauriert. Heute wird es von dem Wasserversorger unter dem Namen "Haus am Wasser" betrieben und wird für kleine Konferenzen und Meetings im exklusiven Rahmen vermietet. 
Bei Ausgrabungen am Neickmannshof wurden zwei Werkstätten gefunden, die der Verhüttung von Raseneisenstein zu Eisen dienten. Die Funde beweisen, dass bereits Anfang des 17. Jahrhunderts hier eine Eisenhütte bestand, also lange vor der St.-Antony-Hütte in Osterfeld, die eigentlich als älteste Eisenhütte des unteren Ruhrtals gilt und den Übergang von vorindustrieller zu industrieller Produktion in der Region markiert.